# Walnut (Mississipi)
Walnut és una població dels Estats Units a l'estat de Mississipi. Segons el cens del 2000 tenia 754 habitants.

## Demografia
Segons el cens del 2000, Walnut tenia 754 habitants, 319 habitatges, i 202 famílies. La densitat de població era de 53,7 habitants per km².
Dels 319 habitatges en un 30,4% hi vivien nens de menys de 18 anys, en un 45,1% hi vivien parelles casades, en un 14,4% dones solteres, i en un 36,4% no eren unitats familiars. En el 35,1% dels habitatges hi vivien persones soles el 19,4% de les quals corresponia a persones de 65 anys o més que vivien soles. El nombre mitjà de persones vivint en cada habitatge era de 2,36 i el nombre mitjà de persones que vivien en cada família era de 3,06.
Per edats la població es repartia de la següent manera: un 26,9% tenia menys de 18 anys, un 10,6% entre 18 i 24, un 25,7% entre 25 i 44, un 19,5% de 45 a 60 i un 17,2% 65 anys o més.
L'edat mediana era de 36 anys. Per cada 100 dones de 18 o més anys hi havia 78,9 homes.
La renda mediana per habitatge era de 17.102 $ i la renda mediana per família de 23.906 $. Els homes tenien una renda mediana de 29.444 $ mentre que les dones 17.292 $. La renda per capita de la població era de 10.212 $. Entorn del 25,1% de les famílies i el 26,4% de la població estaven per davall del llindar de pobresa.

## Poblacions més properes
El següent diagrama mostra les poblacions més properes.